# Alfhild (nome)
Alfhild  è un nome proprio di persona norvegese e svedese femminile.

## Varianti
- Norvegese: Alvhild

### Varianti in altre lingue
- Danese: Alvilda[1]
- Latino: Alwilda[2], Awilda[2]
- Norreno: Alfhildr[1]

## Origine e diffusione
Continua il nome norreno Alfhildr, composto da alfr, "elfo", e hildr, "battaglia". Il primo elemento si riscontra anche nei nomi Alfredo, Elfrida, Alberico, Alf e Alwin, mentre il secondo è molto diffuso nei nomi di origine germanico, e si può ritrovare in Ilda, Crimilde, Svanhild, Brunilde, Romilda e via dicendo.
Una forma latinizzata del nome è Alwilda, che viene come nome alternativo per la pirata scandinava Awilda.
Nella mitologia norrena Alfhild era una principessa che divenne skjaldmö per evitare il matrimonio con re Alf.

## Persone

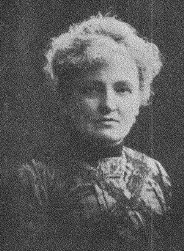
Alfhild Agrell

- Alfhild Agrell, attrice e scrittrice svedese
- Alfhild Stormoen, attrice norvegese

## Il nome nelle arti
- Alvilda Kryger è un personaggio del film del 1925 Il padrone di casa, diretto da Carl Theodor Dreyer.